# Sailly-en-Ostrevent
Sailly-en-Ostrevent és un municipi francès situat al departament del Pas de Calais i a la regió dels Alts de França. L'any 2007 tenia 682 habitants.

## Demografia

### Població
El 2007 la població de fet de Sailly-en-Ostrevent era de 682 persones. Hi havia 252 famílies de les quals 49 eren unipersonals (12 homes vivint sols i 37 dones vivint soles), 69 parelles sense fills, 122 parelles amb fills i 12 famílies monoparentals amb fills.
La població ha evolucionat segons el següent gràfic:
Habitants censats

### Habitatges
El 2007 hi havia 264 habitatges, 254 eren l'habitatge principal de la família, 2 eren segones residències i 8 estaven desocupats. 257 eren cases i 4 eren apartaments. Dels 254 habitatges principals, 221 estaven ocupats pels seus propietaris, 27 estaven llogats i ocupats pels llogaters i 5 estaven cedits a títol gratuït; 1 tenia una cambra, 4 en tenien dues, 18 en tenien tres, 38 en tenien quatre i 193 en tenien cinc o més. 165 habitatges disposaven pel capbaix d'una plaça de pàrquing. A 97 habitatges hi havia un automòbil i a 126 n'hi havia dos o més.

### Piràmide de població
La piràmide de població per edats i sexe el 2009 era:
| Homes | Edats   | Dones |
| ----- | ------- | ----- |
| 0     | 95 o +  | 0     |
| 0     | 90 a 94 | 4     |
| 0     | 85 a 89 | 12    |
| 0     | 80 a 84 | 4     |
| 4     | 75 a 79 | 8     |
| 8     | 70 a 74 | 8     |
| 24    | 65 a 69 | 24    |
| 20    | 60 a 64 | 20    |
| 12    | 55 a 59 | 8     |
| 24    | 50 a 54 | 12    |
| 32    | 45 a 49 | 28    |
| 20    | 40 a 44 | 20    |
| 28    | 35 a 39 | 28    |
| 32    | 30 a 34 | 28    |
| 12    | 25 a 29 | 24    |
| 28    | 20 a 24 | 12    |
| 36    | 15 a 19 | 24    |
| 24    | 10 a 14 | 12    |
| 16    | 5 a 9   | 24    |
| 24    | 0 a 4   | 16    |

## Economia
El 2007 la població en edat de treballar era de 440 persones, 334 eren actives i 106 eren inactives. De les 334 persones actives 303 estaven ocupades (170 homes i 133 dones) i 31 estaven aturades (15 homes i 16 dones). De les 106 persones inactives 24 estaven jubilades, 43 estaven estudiant i 39 estaven classificades com a «altres inactius».

### Ingressos
El 2009 a Sailly-en-Ostrevent hi havia 263 unitats fiscals que integraven 702 persones, la mediana anual d'ingressos fiscals per persona era de 18.475 €.

### Activitats econòmiques
Dels 21 establiments que hi havia el 2007, 1 era d'una empresa de fabricació d'altres productes industrials, 2 d'empreses de construcció, 8 d'empreses de comerç i reparació d'automòbils, 1 d'una empresa de transport, 2 d'empreses d'hostatgeria i restauració, 1 d'una empresa immobiliària, 5 d'empreses de serveis i 1 d'una entitat de l'administració pública.
Dels 4 establiments de servei als particulars que hi havia el 2009, 1 era un taller de reparació d'automòbils i de material agrícola, 1 lampisteria, 1 electricista i 1 restaurant.
L'únic establiment comercial que hi havia el 2009 era una carnisseria.
L'any 2000 a Sailly-en-Ostrevent hi havia 11 explotacions agrícoles.

## Equipaments sanitaris i escolars
El 2009 hi havia una escola elemental.

## Poblacions més properes
El següent diagrama mostra les poblacions més properes.